# Kothada
Kothada (nep. कोटवाडा) – gaun wikas samiti w zachodniej części Nepalu w strefie Karnali w dystrykcie Kalikot. Według nepalskiego spisu powszechnego z 2011 roku liczył on 686 gospodarstw domowych i 3866 mieszkańców (1999 kobiet i 1867 mężczyzn).